# Cedar Point (Texas)
Cedar Point è un census-designated place (CDP) degli Stati Uniti d'America della contea di Polk nello Stato del Texas. La popolazione era di 630 abitanti al censimento del 2010.

## Geografia fisica
Cedar Point è situata a 30°47′51″N 95°04′30″W (30.797535, -95.074909).
Secondo lo United States Census Bureau, il CDP ha una superficie totale di 4,83 km², dei quali 2,34 km² di territorio e 2,48 km² di acque interne (51,45% del totale).

## Società

### Evoluzione demografica
Secondo il censimento del 2010, la popolazione era di 630 abitanti.

### Etnie e minoranze straniere
Secondo il censimento del 2010, la composizione etnica del CDP era formata dal 95,08% di bianchi, il 2,54% di afroamericani, lo 0,32% di nativi americani, lo 0,48% di asiatici, lo 0% di oceanici, lo 0,79% di altre razze, e lo 0,79% di due o più etnie. Ispanici o latinos di qualunque razza erano il 5,71% della popolazione.